# Suksdorfia
Suksdorfia är ett släkte av stenbräckeväxter. Suksdorfia ingår i familjen stenbräckeväxter.
Kladogram enligt Catalogue of Life:
| Suksdorfia | \| \| Suksdorfia alchemilloides \| \| \| \| \| \| Suksdorfia ranunculifolia \| \| \| \| \| \| Suksdorfia violacea \| \| \| \| |
|            | \| \| Suksdorfia alchemilloides \| \| \| \| \| \| Suksdorfia ranunculifolia \| \| \| \| \| \| Suksdorfia violacea \| \| \| \| |
|            | Suksdorfia alchemilloides |
|            | |
|            | Suksdorfia ranunculifolia |
|            | |
|            | Suksdorfia violacea |
|            | |

## Bildgalleri

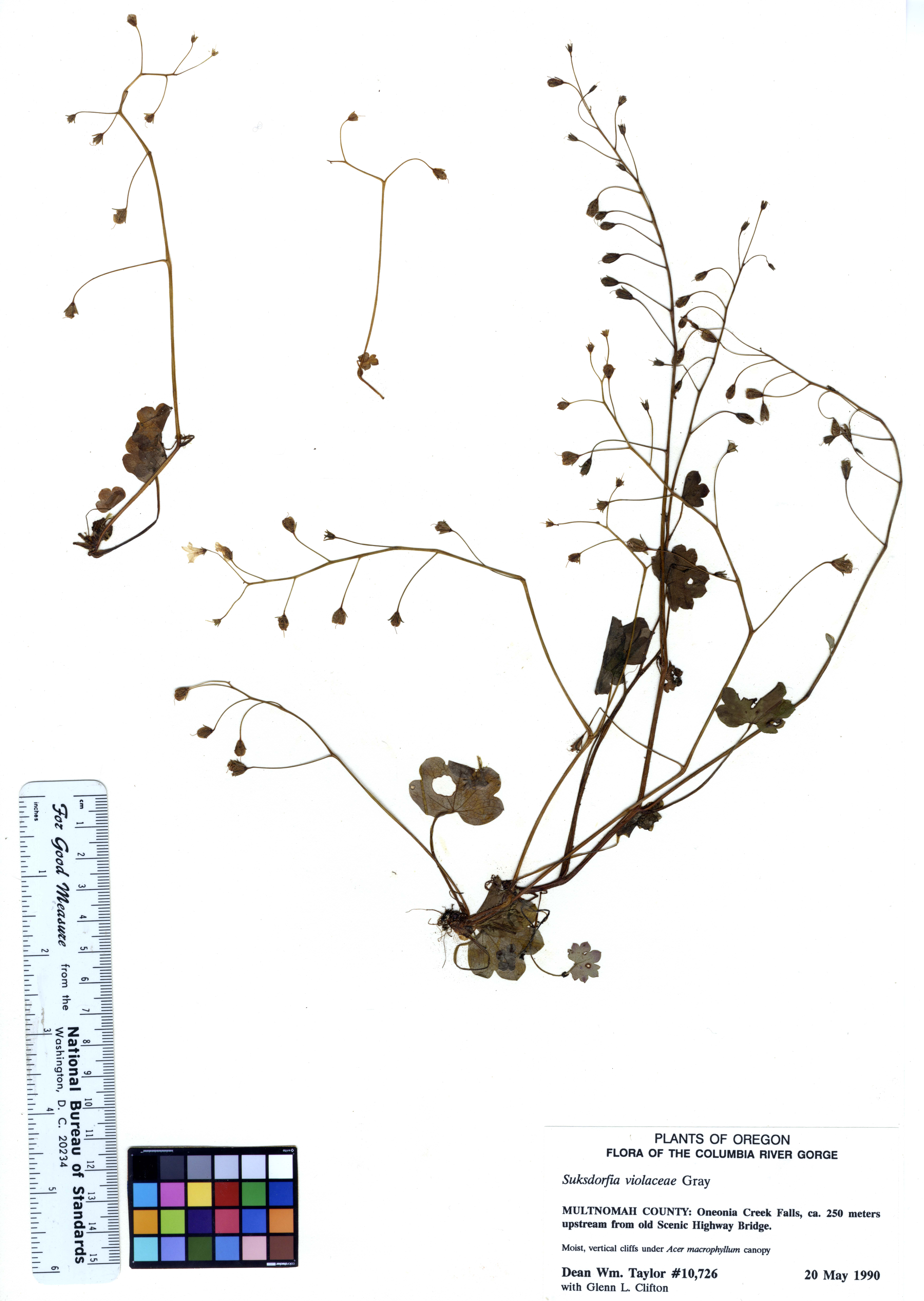
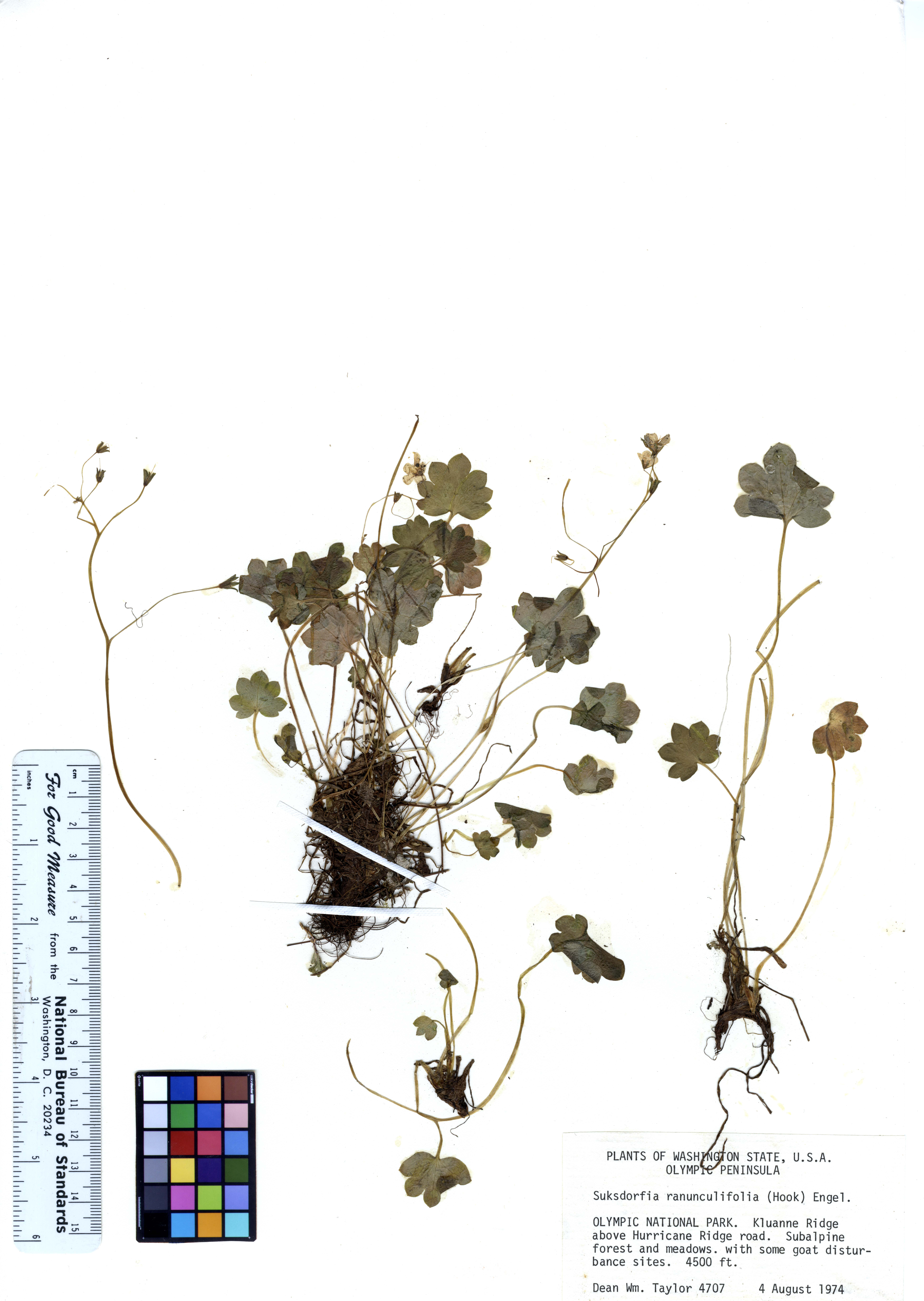
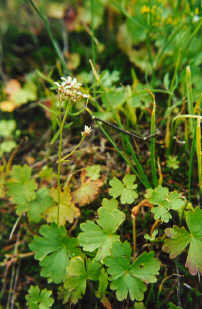